# Odontodes quadristrigata
Odontodes quadristrigata är en fjärilsart som beskrevs av Walker 1865. Odontodes quadristrigata ingår i släktet Odontodes och familjen nattflyn. Inga underarter finns listade i Catalogue of Life.